# الكوديا دي مونتياغود
بلدية الكُدية أو (نقحرة: الكوديا دي مونتياغود) (بالإسبانية: Alcudia de Monteagud)‏, هي بلدية تقع في مقاطعة المرية. جنوب شرق إسبانيا. يبلغ عدد سكانها 158 نسمة.

## وصلات خارجية
- (بالإسبانية)